# Río Rituerto
Río Rituerto är ett vattendrag i Spanien.   Det ligger i provinsen Provincia de Soria och regionen Kastilien och Leon, i den centrala delen av landet, 170 km nordost om huvudstaden Madrid.
Kustklimat råder i trakten. Årsmedeltemperaturen i trakten är 13 °C. Den varmaste månaden är juli, då medeltemperaturen är 25 °C, och den kallaste är december, med 1 °C. Genomsnittlig årsnederbörd är 646 millimeter. Den regnigaste månaden är april, med i genomsnitt 87 mm nederbörd, och den torraste är augusti, med 20 mm nederbörd.